# Жугай, Ненад
Ненад Жугай (хорв. Nenad Žugaj, р.19 апреля 1983) — хорватский борец греко-римского стиля, призёр чемпионатов мира. Брат-близнец другого известного хорватского борца — Невена Жугая.
Родился в 1983 году в Загребе. В 2009 году стал чемпионом Средиземноморских игр. В 2010 году стал обладателем бронзовой медали чемпионата мира. В 2012 году принял участие в Олимпийских играх в Лондоне, но там занял лишь 14-е место. В 2013 году завоевал бронзовые медали чемпионата Европы и Средиземноморских игр.